# True Colors (álbum de Zedd)
True Colors es el segundo álbum de estudio del disc-jockey ruso-alemán Zedd, lanzado el 19 de mayo de 2015 a través del sello discográfico Interscope Records. El primer sencillo del álbum, «I Want You to Know», fue lanzado el 23 de febrero de 2015 y cuenta con la colaboración vocal de la cantante Selena Gomez. El 14 de abril, se llevó a cabo el lanzamiento del segundo sencillo, «Addicted to a Memory», y en ella participa el grupo Bahari. El disc-jockey a finales de marzo anunció que el disco estaba en preorden en la tienda digital iTunes. Incluye colaboraciones vocales con artistas como Jon Bellion, Troye Sivan, Logic, Echosmith, Bahari y X Ambassadors. Incluye otras colaboraciones de artistas, de los cuales no están acreditadas tales como Julia Michaels, Jacob Luttrell y Tim James.

## Antecedentes y desarrollo
A finales de febrero durante una entrevista con una emisora de radio, al responder a una pregunta sobre sus procesos del álbum, Zedd señaló: «Estoy muy adelantado en mi álbum en este momento. Es probable que todavía me va a llevar un buen mes,o mes y medio para terminar, ya sabes, los últimos toques. Y luego, dependiendo de si puedo mantener esa promesa de un mes y medio, que va a salir tarde o temprano». A mediados de marzo, Zedd entró en su Twitter y subió una serie de videos cortos que daban avance a True Colors. Los vídeos subidos se dieron a conocer en un sitio web que estaba prácticamente vacío, excepto por el logotipo de Zedd y un temporizador de cuenta regresiva para el 19 de marzo a las 5 de la tarde.
El 7 de abril de 2015, Zedd finalmente lanzó el nombre, la obra y la fecha de la publicación del disco a través de Instagram. La obra cuenta con un árbol con una gran variedad de colores brillantes como las hojas. También anunció que T-Mobile , a través de una asociación de promoción, ofreció 250 000 descargas gratuitas del remix de «I Want You to Know» a los aficionados que siguieron Facebook de T-Mobile y Twitter en la mañana del 8 de abril.
El sitio web fue revelado al inicio de la campaña de promoción creativa con temas para el álbum que abarca 10 lugares secretos cerca de 10 ciudades diferentes, con una nueva canción que se estrenó en cada lugar. En cada lugar la visita de la campaña, los fanes de Zedd que tenga que ir a través de un especial dedicado Twitter para la gira y seguir las pistas proporcionadas para encontrar las pegatinas «Z» estilizados (insignias de Zedd), tomar una foto con una de las pegatinas, y ser los primeros 50 personas para llegar a un puesto de control para permitir que sean transportados a un lugar secreto para la vista previa del partido de una nueva canción. La primera ubicación fue Longhorn Cavern State Park , cerca de Austin, Texas , donde Zedd fue uno de los artistas de South by Southwest celebró allí. El segundo evento fue organizado en un desierto cerca de Joshua Tree, California , con el punto de partida bienestar de Los Ángeles. La tercera ciudad más visitada de la campaña era Phoenix, Arizona mientras que el cuarto es revelado a San Francisco. Cada parada tiene decoraciones de color temático similares y comida, y posee diferentes sorpresas para los aficionados. Todos los aficionados también se les da Beats gratuitas auriculares del Dr. Dre.

## Lista de canciones
| N.º | Título                                     | Escritor(es)                                                                    | Duración |  |
| 1.  | «Addicted to a Memory» (con Bahari)        | Anton Zaslavski Matthew Koma                                                    | 5:03     |  |
| 2.  | «I Want You to Know» (con Selena Gomez)    | Zaslavski Ryan Tedder Kevin Nicholas Drew                                       | 3:59     |  |
| 3.  | «Beautiful Now» (con Jon Bellion)          | Zaslavski Jon Bellion Antonina Armato Tim James Desmond Child David Jost        | 3:38     |  |
| 4.  | «Transmission» (con Logic y X Ambassadors) | Zaslavski Antonina Armato Tim James Sir Robert Bryson Hall II Sam Nelson Harris | 4:02     |  |
| 5.  | «Done with Love»                           | Zaslavski Alexander Izquierdo Jacob Luttrell                                    | 4:56     |  |
| 6.  | «True Colors»                              | Zaslavski, Antonina Armato Tim James                                            | 3:48     |  |
| 7.  | «Straight Into the Fire»                   | Zaslavski Julia Michaels Sam Martin Lindy Robbins Mark Nilan, Jr.               | 3:41     |  |
| 8.  | «Papercut» (con Troye Sivan)               | Zaslavski Michaels Martin Robbins Jason Evigan Austin Paul Flores               | 7:23     |  |
| 9.  | «Bumble Bee» (Zedd y Botnek)               | Zaslavski Gordon Huntley Erick Muise David Gamson Roger Troutman                | 4:07     |  |
| 10. | «Daisy»                                    | Zaslavski Evigan Michaels Danny Parker Andreas Schuller                         | 2:54     |  |
| 11. | «Illusion» (con Echosmith)                 | Zaslavski Luttrell Georgia Ku                                                   | 6:30     |  |

Notas
- «Straight Into the Fire» y «Daisy» contienen acompañamiento vocal sin acreditar de Julia Michaels.
- «Done with Love» contiene acompañamiento vocal sin acreditar de Jacob Luttrell.
- «True Colors» contiene acompañamiento vocal sin acreditar de Tim James.
- En «Bumble Bee» se hizo un extenso sampleado vocal de Roger Troutman.

## Posicionamiento en listas

### Semanales
| América           |                          |     |
| Canadá            | Canadian Albums          | 6   |
| Estados Unidos    | Billboard 200            | 4   |
| Estados Unidos    | Digital Albums           | 1   |
| Estados Unidos    | Dance/Electronic Albums  | 1   |
| Asia              |                          |     |
| Corea del Sur     | Korea's Gaon Album Chart | 46  |
| Japón             | Japan Albums             | 13  |
| Europa            |                          |     |
| Alemania          | German Albums Chart      | 50  |
| Bélgica (Flandes) | Ultratop 200 Albums      | 131 |
| Bélgica (Valonia) | Ultratop 200 Albums      | 187 |
| España            | Spanish Albums Chart     | 75  |
| Finlandia         | Finnish Albums Chart     | 21  |
| Italia            | Italian Albums Chart     | 51  |
| Suecia            | Swedish Albums Chart     | 14  |
| Suiza             | Swiss Albums Chart       | 68  |
| Reino Unido       | UK Albums Chart          | 42  |
| Oceanía           |                          |     |
| Australia         | Australian Albums Chart  | 19  |